# Villaverde y Pasaconsol
Villaverde y Pasaconsol – gmina w Hiszpanii, w prowincji Cuenca, w Kastylii-La Mancha, o powierzchni 21,2 km². W 2011 roku gmina liczyła 374 mieszkańców.